# Erimystax
Erimystax es un género de peces de la familia Cyprinidae y de la orden de los Cypriniformes.

## Especies
El género tiene cinco especies reconocidas:
- Erimystax cahni (C. L. Hubbs & Crowe, 1956)
- Erimystax dissimilis (Kirtland, 1840)
- Erimystax harryi (C. L. Hubbs & Crowe, 1956)
- Erimystax insignis (C. L. Hubbs & Crowe, 1956)
- Erimystax x-punctatus (C. L. Hubbs & Crowe, 1956)